# Siegfried Flesch
Siegfried Friedrich Flesch (11 de marzo de 1872-11 de agosto de 1939) fue un deportista austríaco que compitió en esgrima, especialista en la modalidad de sable. Participó en dos Juegos Olímpicos de Verano en los años 1900 y 1908, obteniendo una medalla de bronce en París 1900 en la prueba individual.

## Palmarés internacional
| Juegos Olímpicos | Juegos Olímpicos | Juegos Olímpicos  | Juegos Olímpicos |
| Año              | Lugar            | Medalla           | Prueba           |
| ---------------- | ---------------- | ----------------- | ---------------- |
| 1900             | París (Francia)  | Medalla de bronce | Sable individual |